# Bambini del ghetto di Varsavia

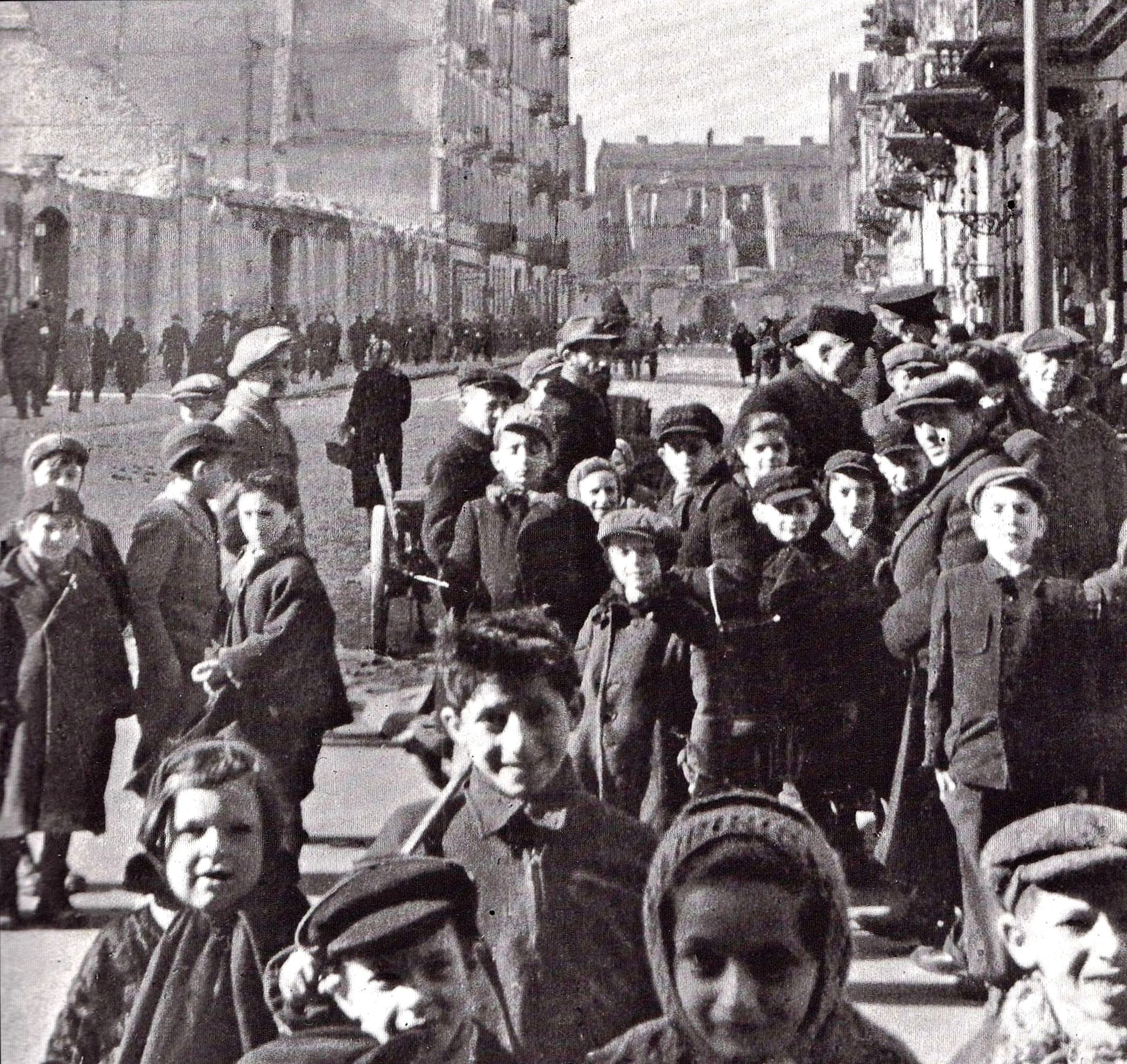
Il ghetto di Varsavia nel 1941, ancora pieno di vita e di bambini

I bambini del ghetto di Varsavia sono stati gli oltre 85 000 bambini presenti durante la Seconda guerra mondiale tra le 500 000 persone rinchiuse nel ghetto di Varsavia, il più grande tra i ghetti nazisti istituiti in Polonia per confinarvi la popolazione ebraica della città e dei dintorni. I bambini furono decimati dalle terribili condizioni di vita, dalla fame, dalle malattie e quindi dalle deportazioni nei campi di sterminio di Treblinka e Majdanek. Dopo la rivolta e la liquidazione del ghetto, rimasero in vita solo quei pochi bambini che erano riusciti a trovare rifugio fuori del ghetto nel settore ariano della città. Pochi altri (in massima parte adolescenti) tornarono dalle deportazioni.

## La storia
Il ghetto di Varsavia, con i suoi 450000-500000 abitanti, fu il più grande tra i ghetti nazisti istituiti dal Terzo Reich in Polonia. Situato entro i confini della città di Varsavia, fu istituito nell'estate del 1940 nel quartiere Nalewki, che era la zona tradizionalmente abitata dalla comunità ebraica di Varsavia, allora la più numerosa al mondo dopo quella di New York. Gradualmente nel corso dell'autunno dello stesso anno vi furono trasferiti anche tutti i 138 000 ebrei che risiedevano in altre parti della città (cui se ne aggiunsero circa 60 000 da villaggi e città vicine), con la contemporanea espulsione di tutti i 113 000 residenti non-ebrei. Il 16 novembre 1940 il ghetto fu ufficialmente sigillato, circondato da un muro di cinta e sorvegliato da guardie armate. 

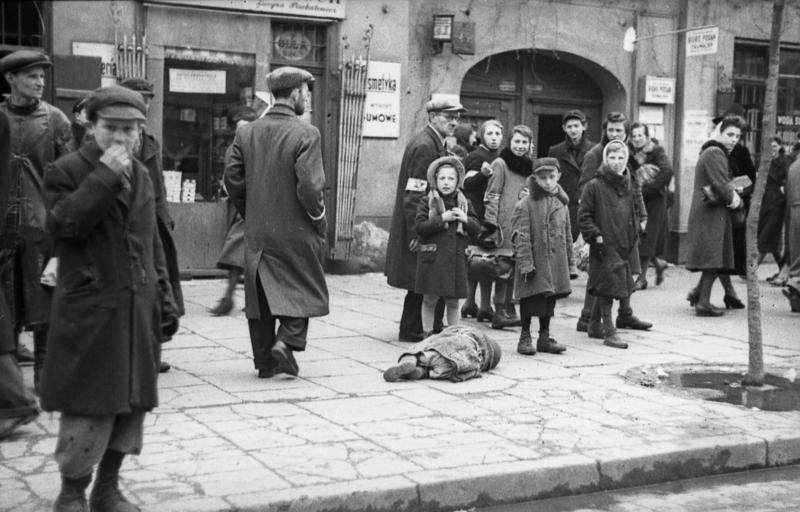
I bambini furono al tempo stesso testimoni e vittime delle terribili condizioni di vita nel ghetto di Varsavia

Più di 85 000 tra i residenti del ghetto erano bambini o adolescenti. Vi giunsero per la maggior parte con le loro famiglie, genitori, nonni, parenti. All'interno del ghetto furono trasferiti anche i bambini degli orfanotrofi. Gli ospiti della celebre Casa dell’Orfano (Dom Sierot), fondata nel 1913 e diretta da Janusz Korczak, vennero dapprima alloggiati nella sede della ex-Scuola di Commercio (ulica Chłodna, 33) e quindi dal 1941, in condizioni ancor più precarie, nell'edificio che ospitava il Club dei commercianti (ulica Śliska, 9).
Fin dall'inizio fu evidente l'impossibilità di mantenere ogni apparenza di normalità nella vita dei bambini del ghetto. Le autorità naziste proibirono la regolare apertura delle scuole. Quindi non era possibile reperire legalmente alcun materiale didattico e organizzare spazi e luoghi appropriati. L'assistenza dei bambini rimase affidata alle organizzazioni ebraiche per l'infanzia, come la Society for Safeguarding the Health of the Jewish Population (TOZ) e CENTOS, le quali continuarono a operare nel ghetto, con il sostegno del Joint Distribution Committee (JDC), in condizioni di assoluta precarietà. 

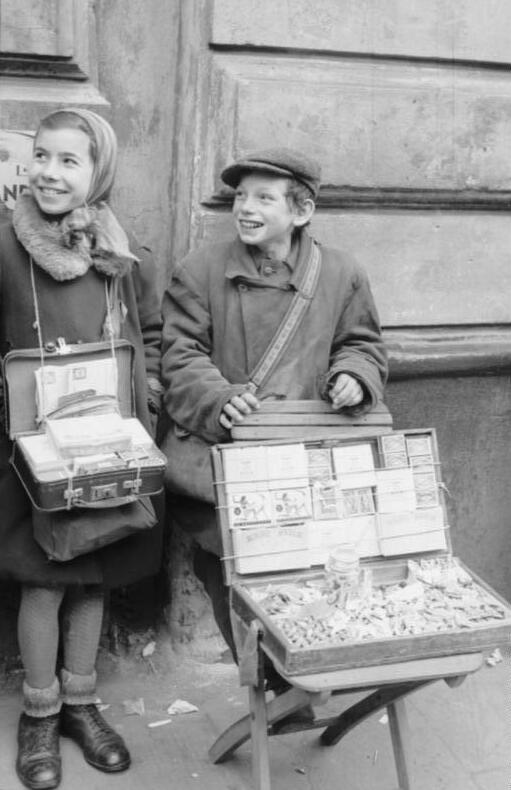
Per sostenere se stessi e le loro famiglie i bambini lavorarono come venditori per le strade del ghetto

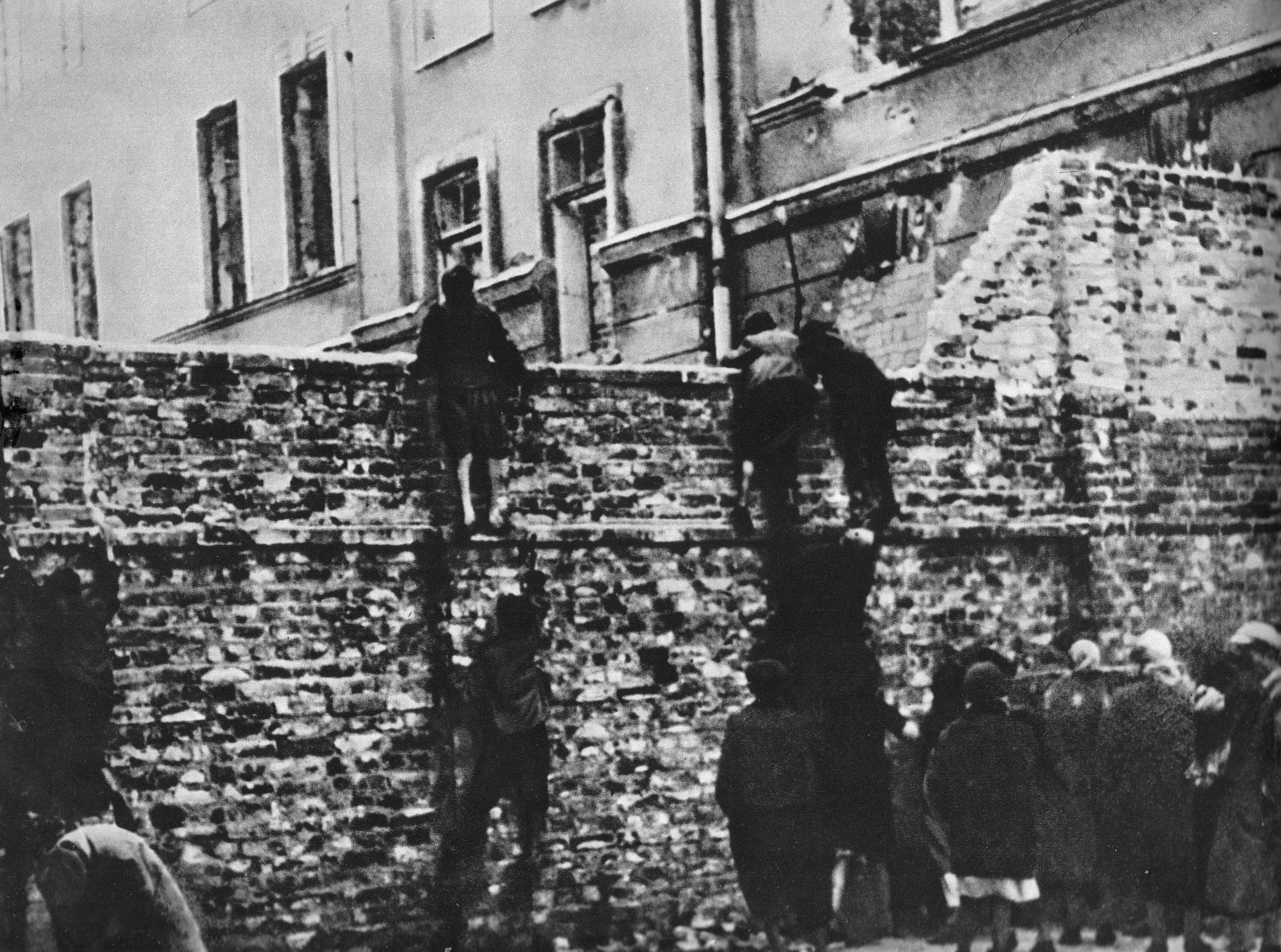
A rischio della loro vita, i bambini furono i principali artefici del contrabbando di cibo che si svolgeva quotidianamente con l'esterno del ghetto

Fu organizzata una vasta rete di mense che distribuivano pasti caldi ai bambini e sotto la cui copertura si svolgevano anche dei corsi scolastici clandestini che coinvolsero a piccoli gruppi circa il 60% dei bambini del ghetto. Vi erano poi gli orfanotrofi e i centri di accoglienza che accoglievano circa 5 000 bambini, orfani, bisognosi o abbandonati. Si crearono anche dei centri di detenzione temporanea dove i bambini trovati abbandonati nelle strade potessero essere curati e tenuti in quarantena per un certo periodo prima di essere accolti in istituti. A capo del principale orfanotrofio, Korczak impiega tutta la sua influenza per ottenere dall'esterno i fondi necessari per procurare il cibo al mercato nero e assicurare la sopravvivenza dei bambini a lui affidati. 
Tuttavia, le terribili condizioni di vita del ghetto presto presero il sopravvento sulle poche risorse delle organizzazioni assistenziali. La scarsità di cibo divenne la principale preoccupazione di ogni abitante del ghetto. Anche i bambini dovettero fare la loro parte nel lavoro e nella ricerca quotidiana del cibo. Moltissimi di loro (specie quelli che potevano più facilmente passare per "non-ebrei", sia per aspetto e per la padronanza senza accenti della lingua polacca) furono impegnati nel contrabbando di generi alimentari che avveniva con l'esterno. Spesso l'intera famiglia si trovava a dipendere dal loro lavoro che poteva concludersi tragicamente in ogni momento con la loro esecuzione se sorpresi dalla polizia. Altri bambini furono impegnati in ogni sorta di commercio o lavoro all'interno del ghetto o ridottisi a mendicare per le strade. 
La ricerca del cibo non era l'unica preoccupazione. Le condizioni igieniche soprattutto nelle aree più povere e sovraffollate del ghetto erano disperate. Nell'estate del 1941 un'epidemia di tifo fece centinaia di vittime, specie tra i bambini. Alla fine migliaia di loro morirono di fame, freddo e malattia. 
Le fotografie scattate da Willi Georg nell'estate del 1941 documentano questa fase nella vita del ghetto, con le strade ancora affollate da bambini ma con segni ormai chiari del progressivo e ormai irreversibile deterioramento delle condizioni generali, avallato dalla presenza di bambini emaciati e piccoli mendicanti. 
Nell'anno 1941-42 sempre meno tempo ed energie poterono essere dedicati a finalità educative. I bambini del ghetto ormai lottavano per la loro sopravvivenza. Ogni residua attività culturale dovette essere concentrata sempre più nel tempo limitato che i bambini trascorrevano alla mensa per il pasto. Nella primavera del 1942 si riuscirono ad aprire due moderni campi gioco per i bambini del ghetto che offrissero loro una breve evasione dalle sofferenze.
Il peggio tuttavia doveva ancora venire. Il 22 luglio del 1942 cominciarono le deportazioni verso il campo di sterminio di Treblinka, dove una volta giunti a destinazione i deportati venivano uccisi nelle camere a gas con esalazioni di monossido di carbonio. I primi a essere deportati furono proprio i bambini, cui le SS dettero la caccia uno per uno per le strade e le case del ghetto, assieme agli anziani e ai malati. Quando il capo del consiglio ebraico, Adam Czerniakow, si rese conto della situazione e di quanto fosse futile il suo lavoro di fronte allo sterminio dei bambini, si tolse la vita ingerendo una pillola di cianuro. Lasciò una nota di suicidio: "Sono le tre del pomeriggio. In questo momento sono pronti a partire in 4 000. Alle 16 dovranno essere 6 000. Le SS vogliono che uccida i bambini con le mie stesse mani. Per me non c'è altra via d'uscita che la morte". Lo sterminio dei bambini rese palese come l'Olocausto stesse ormai cambiando e fosse giunto alla "soluzione finale", come già rilevato dallo storico Emanuel Ringelblum dall'interno del ghetto di Varsavia: "Anche nei tempi più barbari, una scintilla umana brillava anche nel cuore più crudele e i bambini furono risparmiati. Ma la bestia hitleriana è molto diversa. Essa divora i più cari a noi, quelli che suscitano la massima compassione, i nostri figli innocenti."
Tra il 22 luglio e il 21 settembre del 1942 si succedettero trasporti giornalieri che interessarono un totale di circa 300 000 persone giudicate improduttive. Tra i condannati alla deportazione si ritrovarono il 5 agosto 1942 anche tutti i 200 bambini dell'orfanotrofio, con in testa il loro direttore, Janusz Korczak, che per quanto ne avesse ricevuta la possibilità, si rifiutò di abbandonarli nel loro ultimo viaggio. Non era più un mistero nel ghetto la sorte di morte che attendeva tutti i deportati.

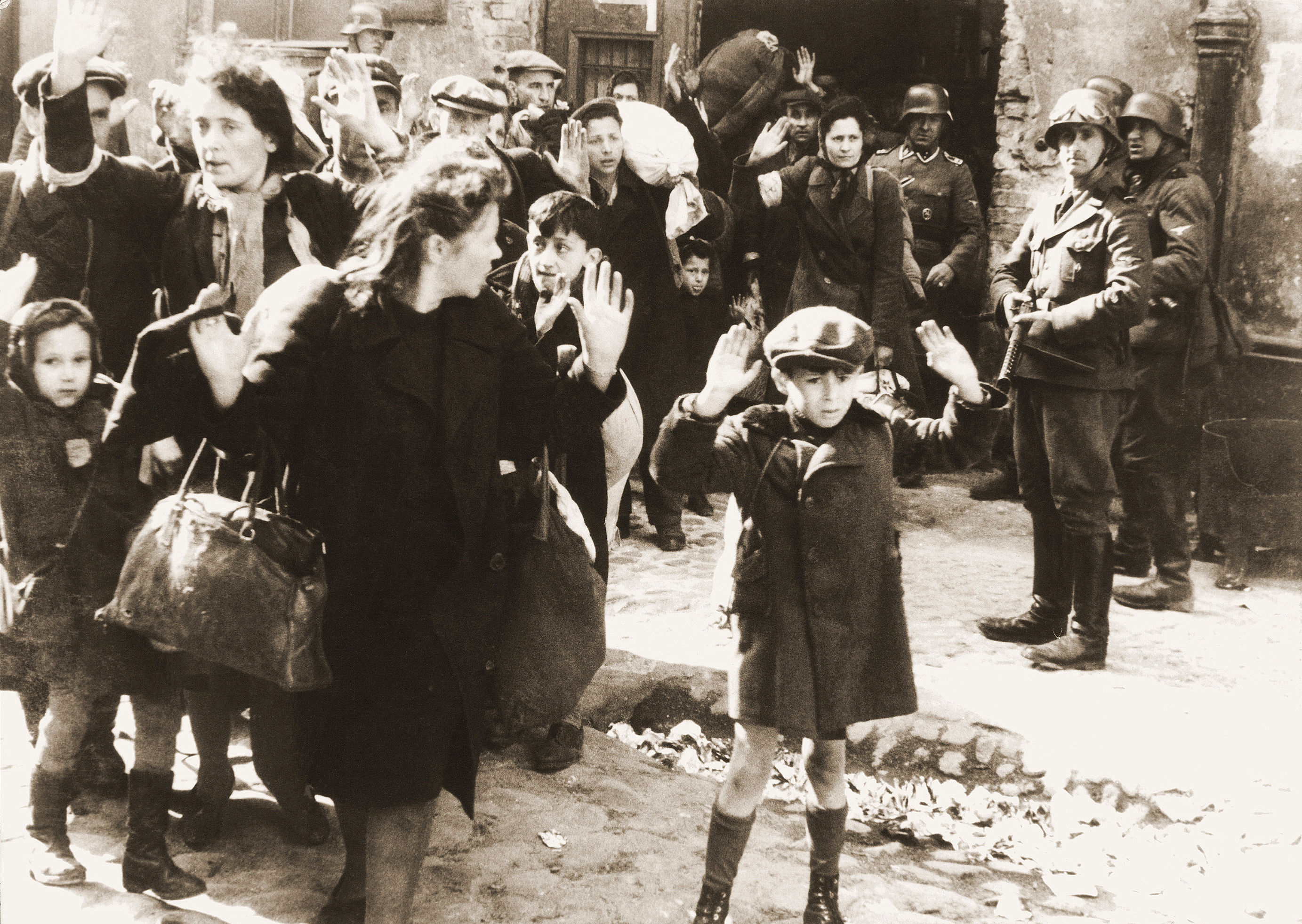
Rastrellamenti degli ultimi superstiti del ghetto di Varsavia (maggio 1943). Il militare in alto a destra con un mitra in mano è Josef Blösche.

Lo sterminio dei più piccoli fu condotto in maniera così sistematica che nell'autunno del 1942 tra le circa 70.000 persone che ancora rimanevano nel ghetto non si contavano che circa 1 200 bambini, che erano riusciti a evitare le deportazioni in nascondigli improvvisati. Alcune migliaia avevano trovato precario rifugio fuori dal ghetto: alcuni di propria iniziativa, vivendo di espedienti per le strade della zona ariana e nelle compagne attorno a Varsavia, altri ospitati da famiglie o istituti cattolici. Oltre 2 000 di loro trovarono una sistemazione grazie al sostegno loro offerto da Irena Sendler e dalla resistenza polacca.
Nonostante ogni difficoltà, nel ghetto si continuarono fino all'ultimo a organizzare iniziative per l'assistenza ai bambini: centri diurni e piccole case-famiglie per i molti orfani, sotto la supervisione di Dawid Guzik, direttore del JDC. La priorità adesso era di cercare in ogni modo di sottrarli alle deportazioni e possibilmente di trovare loro un rifugio fuori dal ghetto. 
Ogni attività di aiuto e assistenza ai bambini del ghetto cessò dal 18 gennaio 1943 con l'inizio delle operazioni finali di liquidazione del ghetto e lo scoppio della rivolta e la distruzione completa. Per gli ultimi bambini e adolescenti rimasti nel ghetto non ci fu scampo: i più grandi si unirono ai giovanissimi combattenti, morirono nel corso dei combattimenti o, catturati, furono vittime nei campi di sterminio. Pochi di loro riuscirono a mettersi in salvo o a sopravvivere agli arresti e alle deportazioni.
Alla fine, di tutti i bambini del ghetto di Varsavia non rimasero che le poche migliaia che sopravvissero nascosti nella zona ariana e i pochi (soprattutto adolescenti) che tornarono dal lavoro coatto nei campi di concentramento.

## Superstiti e testimoni

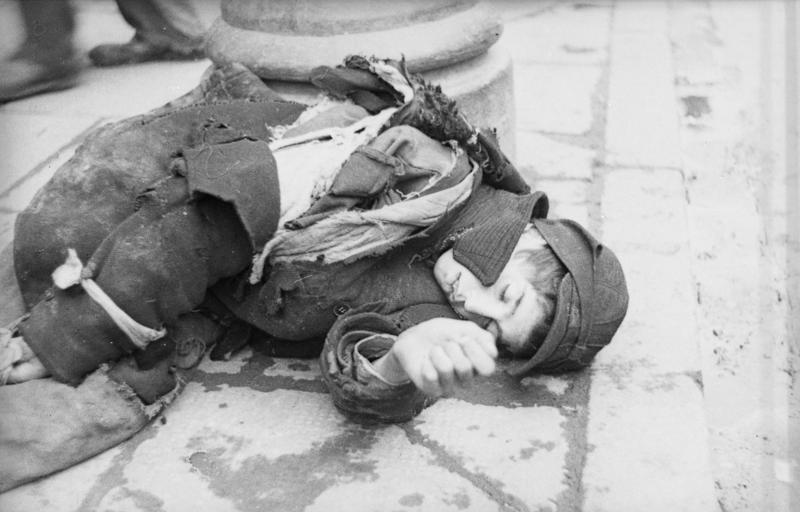
I bambini di strada, ridotti a mendicare e a vivere di espedienti, furono i primi a soccombere alla mancanza di cibo e di assistenza

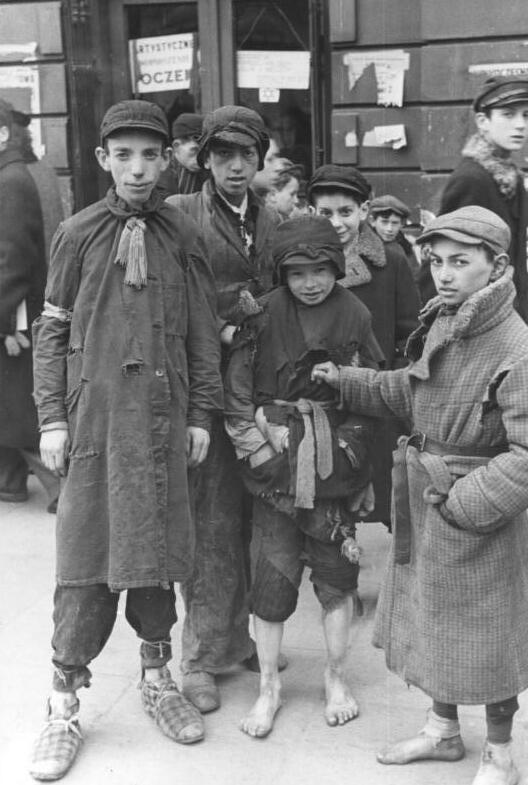

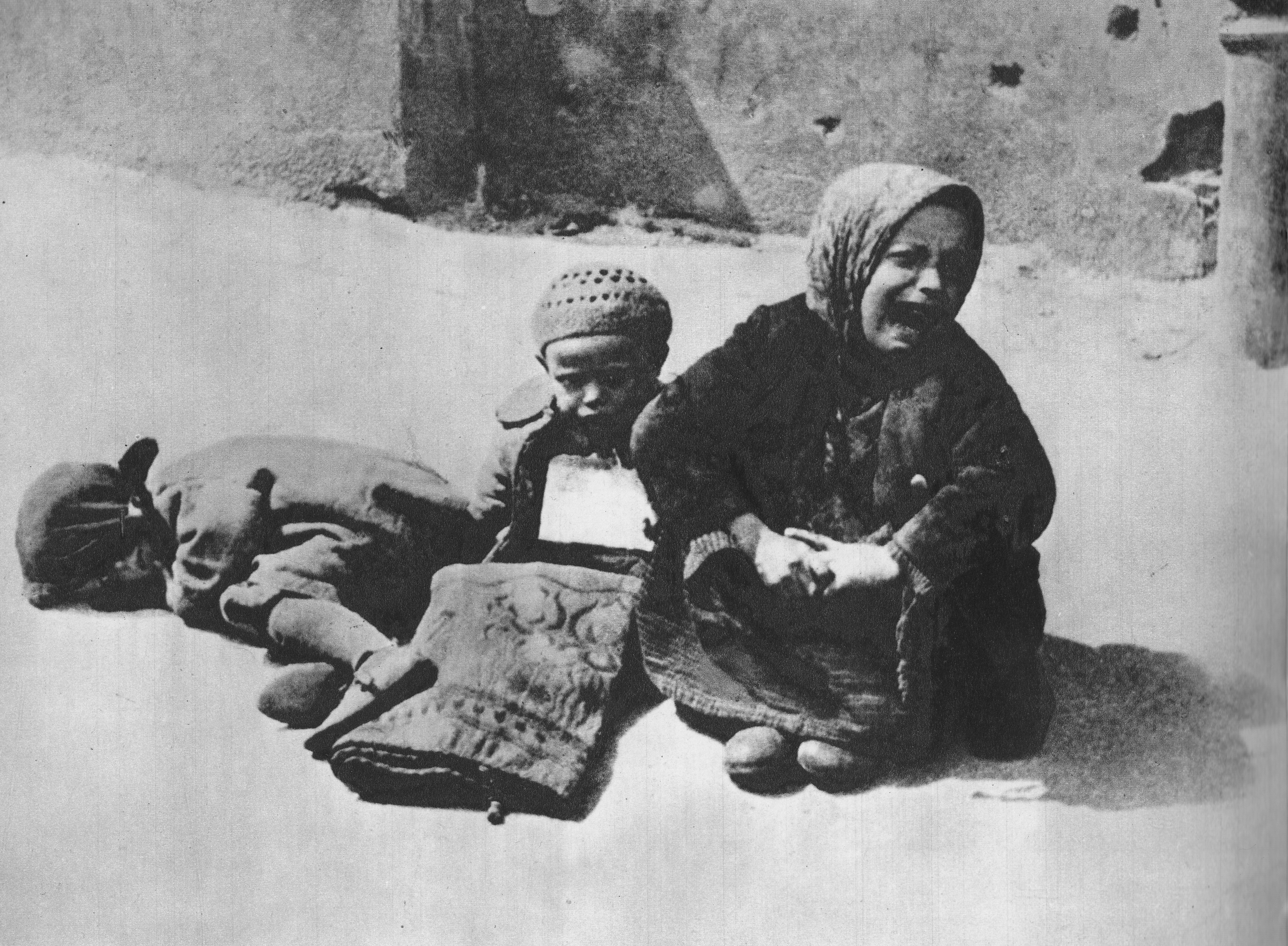

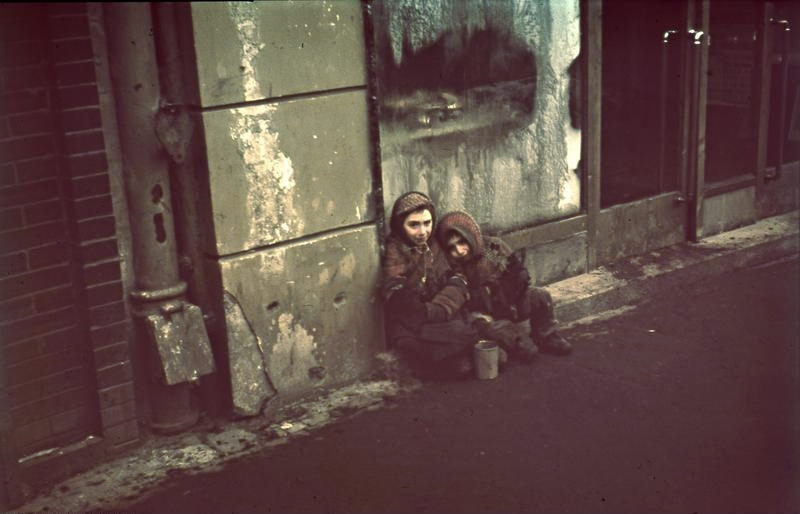

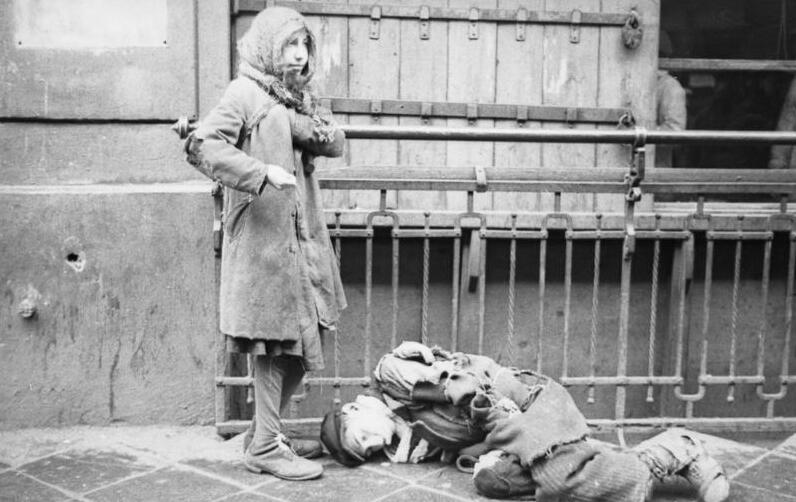

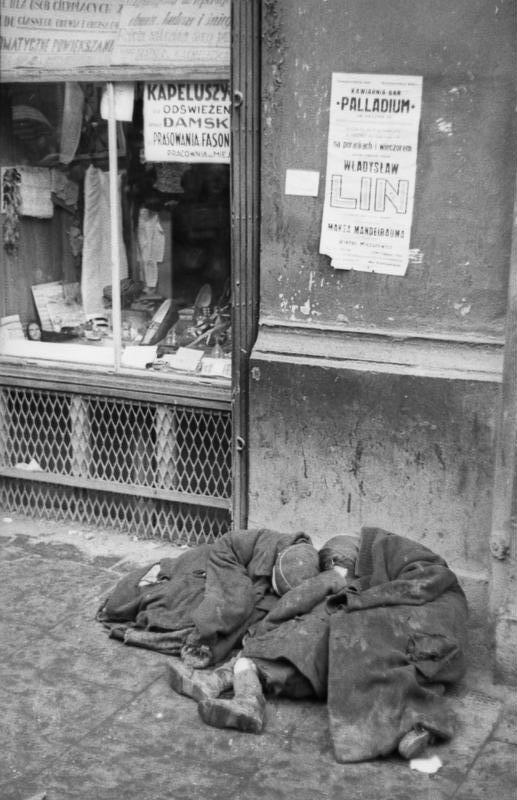

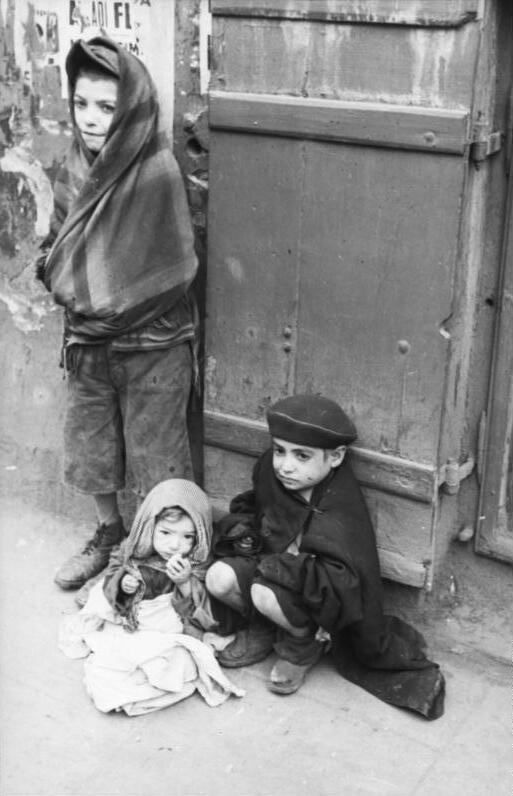

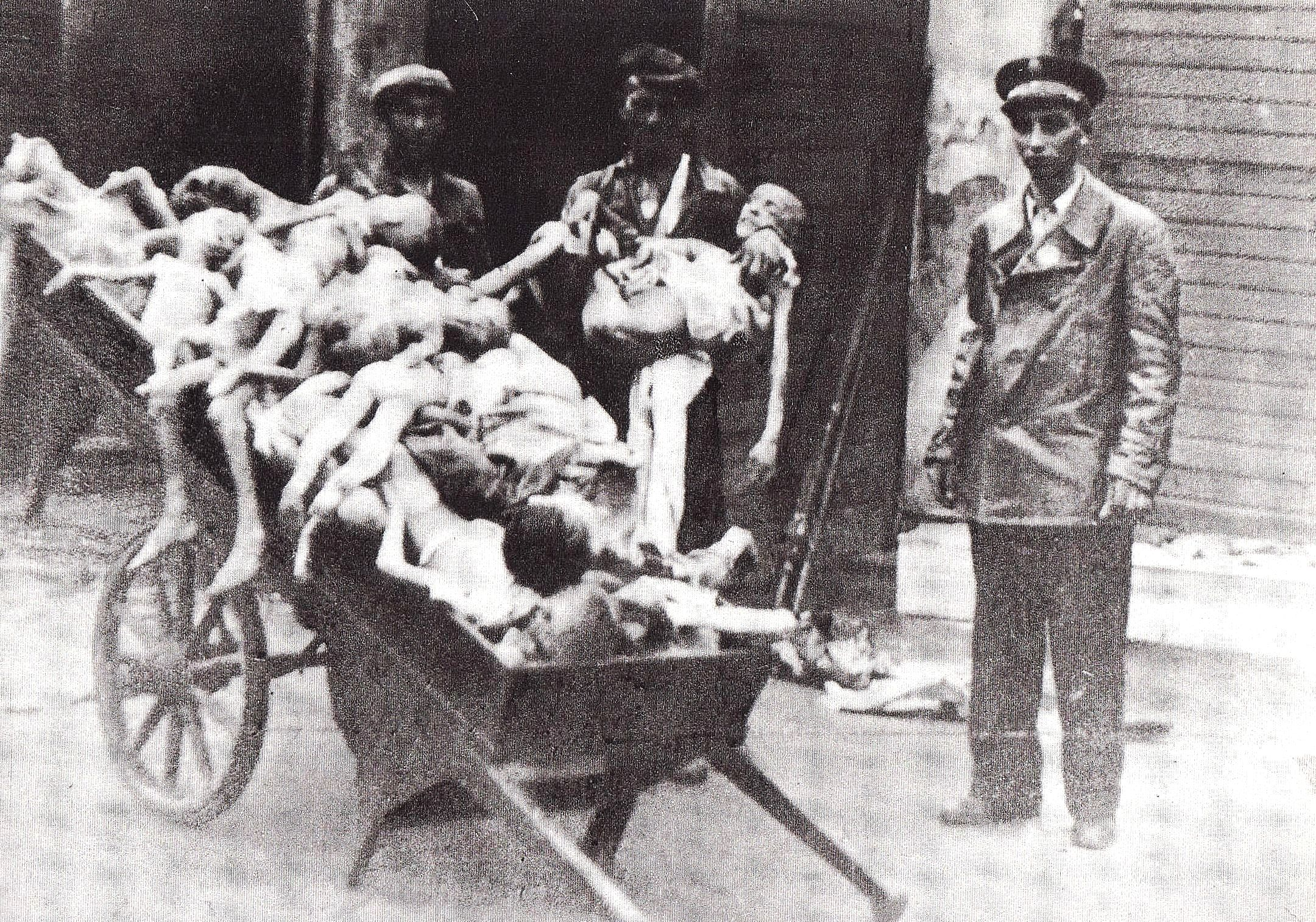
La macabra, quotidiana raccolta dei morti nel 1941-1942

La quasi totalità dei bambini del ghetto di Varsavia perirono di stenti o malattie o assassinati nelle camere a gas a Treblinka e Majdanek. Solo pochi di loro sopravvissero nascondendosi al di fuori del ghetto o perché selezionati per il lavoro coatto, attraverso le durissime condizioni dei campi di concentramento. Alcuni di essi hanno raccontato le loro esperienze in diari o in libri di memorie redatti dopo la guerra.

### Vittime
- Josima Feldshuh (1929-1943) - bambina prodigio, il 15 marzo 1941 si esibì come pianista in un acclamato concerto con l'Orchestra sinfonica del ghetto, suonando musiche di Mozart e Schubert. Nel febbraio 1943 i genitori riuscirono a farla fuggire dal ghetto e a condurla nel villaggio di Pustelnik, ma per la bambina che aveva contratto la tubercolosi, non ci fu salvezza, morì poche settimane dopo.
- Dawid Hochberg (1925-1943) - attivista della Bund, tra i più giovani leader della rivolta del ghetto di Varsavia.
- Franka Beatus (1926-1943) - attivista della DROR, tra i più giovani leader della rivolta del ghetto di Varsavia.
- Krystyna Orlińska (1933-1942) - celebre attrice bambina, la Shirley Temple polacca. Aveva trovato rifugio fuori del ghetto ma nell'imminenza della deportazione la madre la rivolle con sé. Morirono entrambe a Treblinka.

### Superstiti
- Mary Berg (Miriam Wattenberg; 1924-2013), di nazionalità americana, lascia il ghetto nel 1942, raggiunge gli Stati Uniti in seguito a uno scambio di prigionieri, pubblica nel 1945 il primo resoconto sulla vita nel ghetto.
- Chawka Folman-Raban (Ewa Folman; 1924-2014), attivista a Dror. Arrestata nel dicembre 1942, fu giudicata come polacca e condannata come "politico". Sopravvisse ai campi di concentramento. Emigra in Palestina.
- Luba Gawisar (1924-2011), attivista della Żydowska Organizacja Bojowa, lascia il ghetto nel 1942 per vivere nascosta nella zona polacca e procurare le armi per la rivolta. Vive quindi a Grodzisk, vicino a Varsavia, fino alla Liberazione. Emigra in Palestina.
- Masha Glajtman-Putermilch (1924-2007), attivista della Żydowska Organizacja Bojowa, combattente sia della rivolta del ghetto che della successiva rivolta di Varsavia. Sopravvive con il marito tra le rovine della città fino alla Liberazione. Emigra in Palestina.
- Leon Kopelman (1924-...) partecipa alla rivolta del ghetto. Liberato dalla prigione di Pawel dai partigiani nell'agosto 1944, si unisce alla resistenza polacca. Dopo la guerra emigra in Palestina.
- Antoni Marianowicz (1924-2003), ebreo di fede evangelica, fugge dal ghetto con la madre, trovando rifugio nella zona "ariana", fino alla Liberazione. Vive in Polonia, dove ha una carriera di successo come poeta e scrittore.
- Gustawa Mitelberg (1924-2009), nell'aprile del 1943 viene deportata ma fugge durante il trasporto. Sopravvive grazie all'aiuto ricevuto da una famiglia di contadini. Si nasconde a Varsavia sotto falso nome. Arrestata, viene deportata in Germania. Liberata dalle truppe francesi, emigra in Francia. Pubblica un libro di memorie nel 1999.
- Jakub Smakowski (1924-...), combattente nella rivolta del ghetto, si rifugia nella zona polacca. Resta attivo nella resistenza polacca, partecipando anche alla rivolta di Varsavia. Scrisse le sue memorie nel 1945. Dopo la guerra, recatosi in Germania, se ne perdono le tracce.
- Krystyna Zielińska-Zarzycka (1924-2007), fugge dal ghetto nel 1942, sopravvive nascosta nella zona polacca, fino alla Liberazione. Vive in Polonia come giornalista.

- Stanisław Aronson (n.1925) fugge da un treno di deportazione nell'estate 1942. Trova rifugio nella zona ariana, dove si unisce ella resistenza polacca. Partecipa alla rivolta di Varsavia, dove viene ferito. Continua la lotta clandestina fino alla Liberazione. Emigra in Palestina, dove entra nell'esercito israeliano come ufficiale di carriera.
- Halina Aszkenazy-Engelhardt (1925-2016) sopravvive nel ghetto, lavorando e partecipando al contrabbando. Deportata dopo la rivolta del ghetto, fugge dal treno, trovando rifugio nella zona ariana, lavorando come domestica. Partecipa alla rivolta di Varsavia. Arrestata, viene deportata in Germania fino alla Liberazione. Emigra in Palestina. È presidente dell'Associazione degli ebrei di Varsavia in Israele. Scrive libri di memorie.
- Jerzy Einhorn (1925-2000) e Nina Einhorn (Nina Rajmic; 1925-2002). Entrambi trascorsero la loro adolescenza nel ghetto di Varsavia. Jerzy fu quindi inviato in un campo di lavoro presso Czestochowa, mentre Nina riuscì a fuggire dal ghetto nella primavera del 1943 e sopravvisse nella zona ariana. Si ritrovarono dopo la guerra in Svezia dove si sposarono nel 1949. Entrambi ebbero una carriera di successo come medici. Jerzy pubblicò un libro di memorie nel 1996. La vicenda di Nina fu raccontata nel 2005 in un libro e in un film scritti e diretti dalla figlia Lena Einhorn.
- Jacek Eisner (1925-2003), combattente nella rivolta del ghetto. Arrestato, sopravvive ai campi di Majdanek e Flossenbürg, fino alla liberazione. Emigra negli Stati Uniti. Scrive nel 1980 un libro di memorie. Nel 1993 finanzia la costruzione del memoriale dei bambini – Vittime dell'Olocausto al cimitero ebraico di Varsavia.
- Elżbieta Ettinger (1925-2005) fugge dal ghetto con la madre, trovando rifugio nella zona ariana, dove si unisce alla resistenza fino alla Liberazione. Nel 1967 emigra negli Stati Uniti, dove dal 1975 al 1996 insegna letteratura presso il Massachusetts Institute of Technology.
- Rafał Molski (Rafał Mozelman; 1925-2000), combattente nella rivolta. Vive in Polonia come ricercatore di filosofia della matematica all'Accademia polacca delle scienze.
- Simcha Rotem (Szymon Rathajzer; 1925-2018), attivista dell'organizzazione sionista Akiba, combattente nella rivolta del ghetto, organizza la fuga di numerosi militanti attraverso le fognature. Combatte anche nella rivolta di Varsavia come membro della resistenza polacca fino alla Liberazione. Emigra in Palestina. Autore di un libro di memorie. La sua esperienza è raccontata nel 2013 in un documentario di Agnieszka Arnold.
- Louis-Christophe Zaleski-Zamenhof (Ludwik Krzysztof Zamenhof-Zaleski; 1925-2019) fugge dal ghetto nell'agosto 1942, sopravvive nascosto nella zona ariana fino alla liberazione. Studia in Polonia. Emigra in Francia nel 1959. Lavora come ingegnere.

- Erwin Baum (Froim Baum; n.1926)
- Janina Bauman (Janina Lewinson; 1926-2009) sopravvive al ghetto. Riesce a fuggire con la famiglia, trovando rifugio presso una famiglia di contadini. Lascia la Polonia nel 1968 per Israele, stabilendosi quindi nel 1971 in Inghilterra. Pubblica libri di memorie sulla sua esperienza.
- Mietek Grocher (1926-2017) sopravvive al ghetto e alla deportazione in vari campi di concentramento. Rimasto orfano, emigra in Svezia. Scrive nel 1996 un libro di memorie.
- Sigmund Nissenbaum (1926-2001), catturato dopo la rivolta del ghetto, sopravvive in vari campi di lavoro. Dopo la guerra si stabilì in Germania a Costanza, divenendo un imprenditore di successo. Fondatore nel 1983 della Nissenbaum Family Foundation, allo scopo di salvare il patrimonio ebraico in Polonia.
- Hanna Wehr (1926) fugge dal ghetto nel 1942. Sopravvive nascosta nella zona polacca fino alla liberazione. Vive in Polonia, dove è ricercatrice presso il Dipartimento di Genetica dell'Istituto di Psichiatria e Neurologia.

- Dov Freiberg (1927-2008) fugge dal ghetto nel 1941 con la madre. Arrestato, fu deportato a Sobibor, da cui riuscì a fuggire nel corso della rivolta. Unitosi ai partigiani, sopravvisse fino alla Liberazione. Emigra in Israele. Pubblica libri di memorie.
- Halina Paszkowska-Turska (1927-2017) fugge dal ghetto, sopravvive nascosta nella zona polacca. Combatte nella rivolta di Varsavia. Vive in Polonia dove si afferma nel cinema come tecnico del suono.
- Marek Rudnicki (1927-2004) fugge dal ghetto, sopravvive nascosto nella zona polacca grazie all'aiuto della resistenza polacca alla quale si unisce. Vive in Polonia, dove si afferma come artista grafico.

- Anna Heilman (Chana Wajcblum; 1928-2011) sopravvive nel ghetto finché nel maggio 1943 l'intera sua famiglia è deportata a Majdanek. Anna con una sorella giunge ad Auschwitz, dove partecipano a un complotto per far saltare in aria un crematorio. Trasferita in altri campi di lavoro, Anna viene liberata nel maggio 1945. Emigra in Israele con un'altra sorella e quindi in Canada. Pubblica un libro di memorie nel 2001 e la sua vicenda è presentata l'anno successivo nel documentario Unlikely Heroes.

- Halina Birenbaum (n.1929), deportata dal ghetto in vari campi di concentramento. Emigra in Israele. Pubblica nel 1967 uno dei primi libri di memorie dell'Olocausto.
- Alina Brodzka-Wald (1929-2011). La famiglia riesce a lasciare il ghetto nel 1943 e a sopravvivere nella zona ariana.
- Jakub Gutenbaum (1929-2017) riesce a evitare le deportazioni in nascondigli di fortuna. Catturato in un bunker dopo la rivolta, fu inviato in vari campi, inclusi Majdanek e Buchenwald, liberato a Theresienstadt. Vive in Polonia, dove è professore universitario di ingegneria. Nel 1991 fonda l'Associazione dei "Bambini dell'Olocausto" in Polonia, di cui è il primo presidente e quindi presidente onorario a vita.
- Simcha Lieberman (1929-2009) di famiglia chassidica, deportato dal ghetto nel 1942 sopravvive in diversi campi di concentramento fino alla sua liberazione a Theresienstadt. Condotto in Inghilterra nel 1945, completa gli studi rabbinici e insegna diritto talmudico al Jews' College, London. Nel 1992 emigra in Israele.
- Ruth Posner (n.1929)
- Marek Sznajderman (1929-2020), dal ghetto è deportato a Majdanek e Auschwitz. Vive in Polonia, dove si afferma come cardiologo.

- Eugene Bergman (n.1930), autore nel 2009 di un libro di memorie e protagonista di un documentario nel 2016.
- Janina David (Janina Dawidowicz, n.1930) rimasta orfana nel ghetto, fugge nel 1943 nella zona ariana, rimanendo nascosta presso una famiglia e quindi in un monastero. Emigra in Francia, quindi in Australia e Gran Bretagna.
- Lucjan Węgrowicz (1930-2019). Per qualche tempo rimane nel ghetto. Vive in Polonia. Nel 1981 emigra in Canada.
- Bogdan Wojdowski (1930-1994). Nell'estate 1942 viene condotto fuori dal ghetto, sopravvive nascosta nella zona polacca. Vive in Polonia, dove si afferma come giornalista.

- Matityahu Drobles (1931-2018)
- Edward Etler (n.1931). Fugge dal ghetto, rimanendo nascosto nella zona ariana fino alla liberazione. Vive in Polonia, dove è regista, sceneggiatore e giornalista.
- Jack Klajman (n.1931), autore nel 2000 di un libro di memorie.
- Uri Orlev (1931-2022). Il padre fugge in Unione Sovietica. Dopo la morte della madre nel ghetto nel gennaio 1943, viene condotto con il fratello all'Hotel Polski, e quindi a Bergen-Belsen, dove vive per due anni fino alla liberazione. Emigra in Palestina.
- Wiktoria Śliwowska (n.1931). Dopo la morte della madre, fugge dal ghetto con il padre nel gennaio 1941. Sopravvivono nascosti nella zona polacca. Vive in Polonia, dove si afferma come storica.

- Krystyna Budnicka (Hena Kuczer; n.1932). Rimane nascosta in un bunker dopo la rivolta fino al settembre 1943. Fugge dal ghetto attraverso le fognature grazie alla rete di aiuto Żegota presso istituzioni cattoliche e una famiglia ariana da cui sarà adottata nel dopoguerra. Vive in Polonia.
- Bronisław Geremek (Benjamin Lewertow; 1932-2008) fugge dal ghetto nel 1942 con la madre e il fratello, nascondendosi presso conoscenti a Zawichost. Suo padre muore ad Auschwitz. Vive in Polonia, dove ha un'importante carriera politica.
- Katarzyna Meloch (n.1932). Perduti i genitori, arrivò dal ghetto di Bialystok al ghetto di Varsavia accolta da uno zio. Fugge dal ghetto grazie alla rete di aiuto Żegota (Irena Sendler), sopravvive nella zona polacca in un istituto cattolico.

- Kristine Keese (1933-2016), autrice nel 2016 di un libro di memorie
- Israel Shahak (1933-2001), deportato nel 1943 dal ghetto in campi di lavoro. Rimasto orfano, trascorre due anni a Bergen-Belsen fino alla liberazione. Emigra in Palestina, dove si afferma come professore di chimica all'Università di Gerusalemme.

- Yoram Fridman (1934-2017), fuggito a 8 anni dal ghetto, sopravvive vagabondando da solo nelle campagne della Polonia. La sua esperienza fu raccontata nel 2000 in un libro di Uri Orlev, da cui nel 2013 fu tratto un film diretto da Pepe Danquart.
- Michał Głowiński (n.1934). È uno dei bambini salvati dall'organizzazione di Irena Sendler. Sopravvive in un istituto cattolico. Vive in Polonia, dove è storico della letteratura.

- Stefan Marody (1935-2005). Sopravvive al ghetto. Vive in Polonia come giornalista.
- Anne Skorecki Levy (n.1935)
- André Tchaikowsky (Robert Krauthammer, Andrzej Czajkowski; 1935-1982). Nel 1942 trova rifugio fuori dal ghetto con la nonna. Dopo la rivolta di Varsavia furono condotti come polacchi al campo di transito di Pruszków fino alla liberazione. Vive in Polonia, dove si afferma come pianista.
- Zofia Zaks (1935-2001). Sopravvive al ghetto con la madre. Vive in Polonia come docente universitario di storia. È il secondo presidente dell'associazione Bambini dell'Olocausto in Polonia (2000-2001).

- Marek Halter (n.1936). La sua famiglia fugge dal ghetto di Varsavia già nel 1940 con l'aiuto di amici polacchi e si rifugia nell'URSS, trascorrendo il resto della guerra in Russia e Uzbekistan. Tornano nel 1946 in Polonia e di lì si recano in Francia nel 1950, dove si afferma come scrittore e promotore del dialogo ebraico-cristiano.

- Aleksandra Leliwa-Kopystyńska (n.1937). Padre polacco e madre ebrea. Ricevuto l'ordine di trasferirsi nel ghetto, già nella primavera del 1940 la famiglia si rifugia in un villaggio vicino presso parenti "ariani". Il padre, denunciato, viene ucciso nel 1942, ma la madre e i due figli riescono a sopravvivere fino alla liberazione. Vive in Polonia. Docente universitario di fisica. È dal 2018 il sesto presidente dell'associazione Bambini dell'Olocausto in Polonia.
- Marian Marzyński (n.1937). Vive nel ghetto fino al 1942, quando viene fatto fuggire nella zona ariana dove sopravvive per tre anni in istituzioni cattoliche. Vive in Polonia come regista e sceneggiatore. Emigra negli Stati Uniti nel 1968. Racconta la sua storia (e la storia di altri bambini come lui) nel documentario Never Forget to Lie (2013).

- Morton Kamien (1938-2011)

- Joanna Sobolewska-Pyz (n.1939). Lascia il ghetto nell'aprile 1943, salvata dalla deportazione da un poliziotto polacco. Sopravvive nascosta nella zona ariana, adottata da una famiglia polacca. Vive in Polonia. Educatrice, è il quinto presidente dell'associazione Bambini dell'Olocausto in Polonia (2012-16).

- Marian Grynberg (1940-2017) fugge con i genitori dal ghetto nel 1942, trovando rifugio nella zona ariana, a Varsavia e quindi a Izabelin. Vive in Polonia, dove diventa docente universitario e fisico di fama.

- Irena Klepfisz (n.1941) fugge con la madre dal ghetto durante la rivolta. Sopravvivono nelle campagne. Emigra in Svezia e quindi nel 1949 negli Stati Uniti. Si afferma come scrittrice.

- Elżbieta Ficowska (Elżbieta Koppel; n.1942). È tra i bambini più piccoli fatti fuggire dal ghetto da Irena Sendler (Żegota) e sopravvissuti nella zona ariana. Adottata da una famiglia polacca, vive in Polonia, dove è educatrice e scrittrice di libri per l'infanzia. Dal 2002 al 2006, è il terzo presidente dell'Associazione dei bambini dell'Olocausto in Polonia.

## La memoria

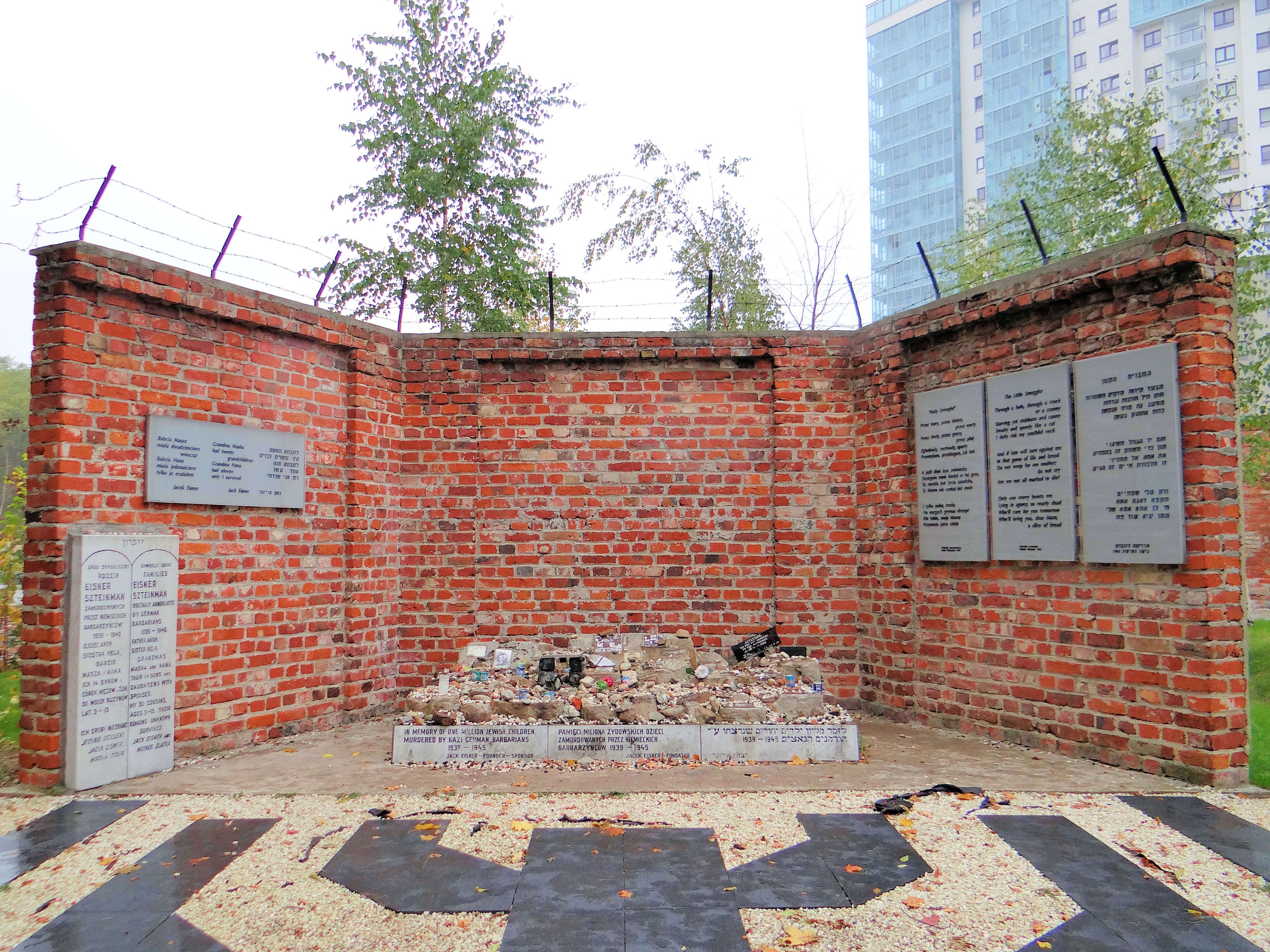
Monumento ai bambini del ghetto

Un monumento al cimitero ebraico di Varsavia ricorda oggi le migliaia di bambini morti nel ghetto o uccisi nei campi di sterminio.